# Hallie Rubenhold
Hallie Rubenhold (Los Angeles, 1971) è una scrittrice e storica britannica, specializzata nella storia sociale del 18º e 19º secolo e nella storia delle donne. Il suo libro del 2019 The Five, sulla vita delle donne uccise da Jack lo Squartatore, è stato selezionato per il Wolfson History Prize e ha vinto il Baillie Gifford Prize per la saggistica. L'attenzione di Rubenhold sulle vittime di omicidio (spesso donne), piuttosto che sull'identità o sugli atti dell'autore, è stata attribuita al cambiamento di atteggiamenti nei confronti della corretta commemorazione di tali crimini.

## Biografia
Nata a Los Angeles nel 1971 da padre britannico e madre statunitense, vive e lavora a Londra.
Dopo aver conseguito un B.A. alla University of Massachusetts Amherst, ha ottenuto un M.A. all'Università di Leeds in storia dell'arte e storia britannica e un dottorato sul tema del matrimonio e dell'educazione dei figli nel XVIII secolo.
Ha esordito nel 2005 con il saggio The Covent Garden Ladies basandosi sull'elenco delle prostitute operanti nella Londra georgiana dal 1757 al 1795 noto come Harris's List of Covent Garden Ladies fornendo il materiale per la serie televisiva Harlots del 2017.
Con Le cinque donne, biografia delle vittime accertate di Jack lo squartatore, ha ottenuto il Baillie Gifford Prize dedicato al miglior saggio nel 2019.

## Opere principali

### Saggi
- The Covent Garden Ladies: Pimp General Jack and the extraordinary story of Harris' List (2005)
- Lady Worsley’s Whim; An Eighteenth Century Tale of Sex, Scandal and Divorce (2008)
- Mistress of My Fate; The Confessions of Henrietta Lightfoot (2011)
- The French Lesson (2015)
- Le cinque donne: la storia vera delle vittime di Jack lo squartatore (The Five: The Untold Lives of the Women Killed by Jack the Ripper, 2019), Vicenza, Neri Pozza, 2020 traduzione di Simona Fefè ISBN 978-88-545-2000-4.

## Adattamenti televisivi
- Harlots serie TV (2017) dal libro The Covent Garden Ladies

## Premi e riconoscimenti
- Baillie Gifford Prize: 2019 vincitrice con Le cinque donne
- Wolfson History Prize: 2020 finalista con Le cinque donne